# NGC 6124
NGC 6124 је расејано звездано јато у сазвежђу Шкорпија које се налази на NGC листи објеката дубоког неба.
Деклинација објекта је - 40° 40' 1" а ректасцензија 16h 25m 17,2s. Привидна величина (магнитуда) објекта NGC 6124 износи 5,8. NGC 6124 је још познат и под ознакама OCL 990, ESO 331-SC3.